# هایده (شلسویگ-هولشتاین)
شهر هایده در ایالت شلسویگ-هولشتاین در کشور آلمان واقع شده‌است.

## نگارخانه

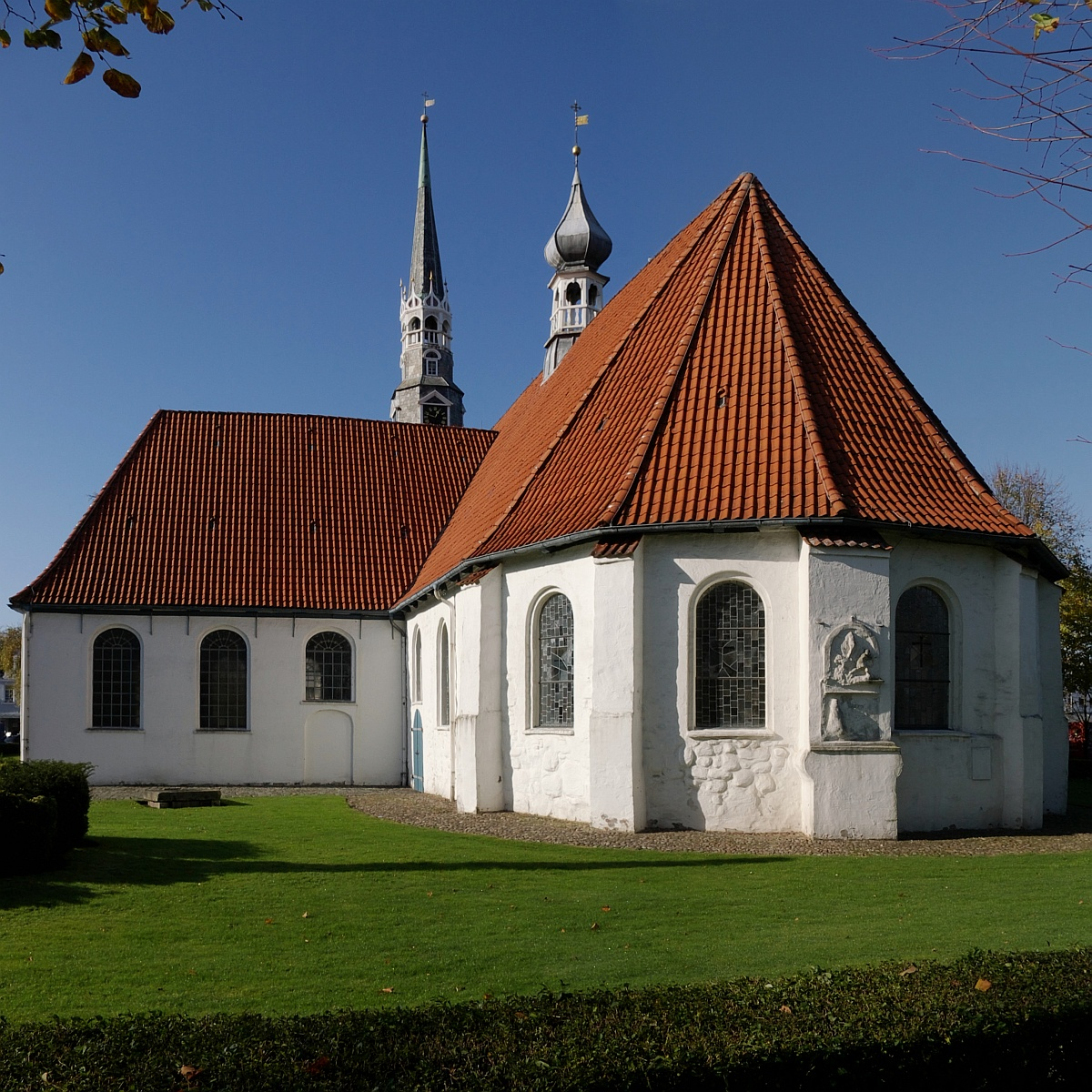
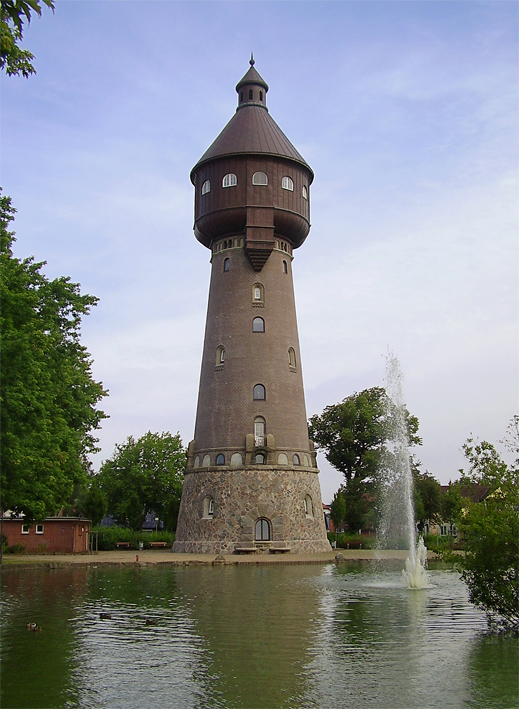
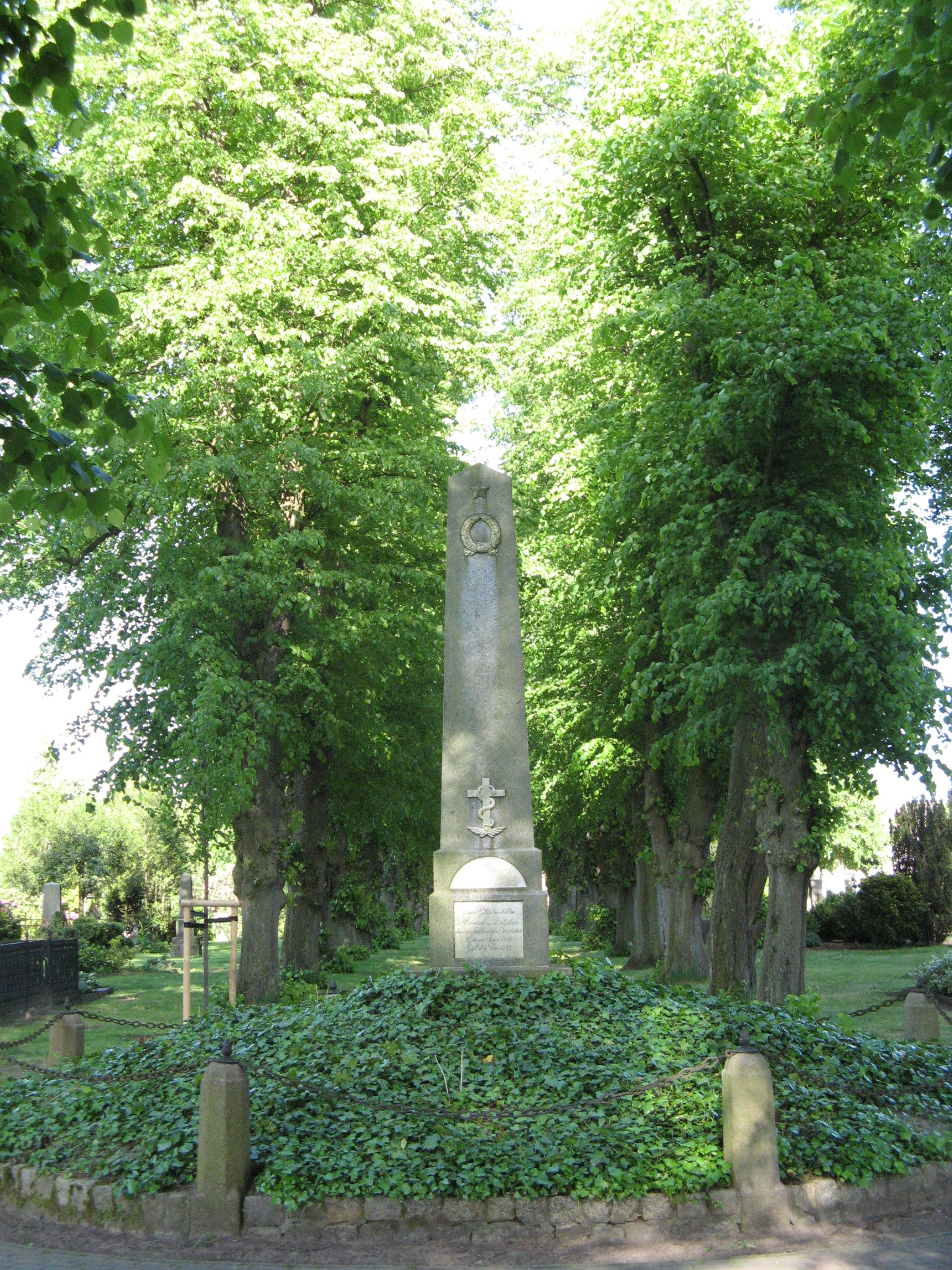